# 무간도 IV: 문도
무간도 IV: 문도(門徒)는 2007년 개봉한 홍콩의 범죄 스릴러 영화이다. 얼퉁성이 감독을 맡고 유덕화, 오언조, 고천락, 장징추, 위안융이이 주연을 맡았다. 무간도 시리즈랑 관련 없는 작품이다.

## 줄거리
무간도 IV는 마약 조직에 잠입한 경찰 리치릭의 이야기다. 리치릭은 7년 동안 마약 조직의 핵심부에 침투하여 거리 마약상에서 시작해 현지 헤로인 시장의 거물인 콴의 화물 배송을 담당하는 관리자 자리까지 올라선다. 콴은 리치릭을 자신의 후계자로 여기며 신뢰를 주지만, 리치릭은 돈과 권력에 흔들리며 실제 마약 거래상처럼 행동하기 시작한다. 헤로인 중독자 판과의 관계까지 얽히면서 리치릭은 자신의 정체성에 혼란을 느끼고 결국 비극적인 결말을 맞는다.
영화는 암울한 아파트에서 어린 딸과 함께 사는 헤로인 중독자의 모습을 보여주며 시작된다. 그 후, 홀로 남겨진 리치릭이 과거를 회상하며 사건의 전말을 이야기한다.
영화 후반부, 리치릭은 콴을 체포할 결정적인 증거를 마련한다. 그러나 콴은 도망칠 수 없음을 깨닫고 자살을 선택한다. 콴이 자신을 가족처럼 여기고 깊이 신뢰했기에 리치릭은 큰 충격을 받는다. 게다가 리치릭이 돌보던 판마저 약물 과다 복용으로 죽은 채 발견된다. 리치릭은 엄청난 정신적 고통을 겪으며 판의 죽음에 책임이 있는 그녀의 남편에게 복수하기로 결심한다. 리치릭은 판의 남편을 속여 마약 운반을 하게 만들고, 그를 싱가포르로 유인하여 공항에서 체포되게 한다. 그는 판의 남편에게 사형을 선고받을 것이라고 냉정하게 말한다. 홍콩으로 돌아온 리치릭은 콴과 판의 죽음으로 깊은 슬픔에 빠진다. 마약을 사용하려는 순간, 판의 딸이 나타나 마약을 버리고 리치릭은 삶의 의미를 되찾는다.

## 캐스팅
- 유덕화
- 오언조
- 장정초
- 고천락
- 원영의